# 貳國
貳国，先秦小型诸侯国，在今湖北省广水市。
前701年，楚国的屈瑕打算和貳国、軫國两国结盟，郧国的军队驻扎在蒲骚，准备和随国、绞国、州国、蓼国四国一起进攻楚军。楚国在蒲骚打败郧国军队，和贰、轸两国订立了盟约回国。貳国最后亡于楚国。